# بمب‌گذاری دانشگاه عبری
بمب‌گذاری دانشگاه عبری اورشلیم حمله ای تروریستی توسط گروه حماس و بخشی از انتفاضه دوم بود. این کشتار در کافه‌تریای دانشگاه عبری در کوه اسکوپوس در ۳۱ ژوئیه ۲۰۰۲ انجام گرفت و در نتیجه آن ۹ نفر جان باختند و ۱۰۰ نفر زخمی شدند. این حمله توسط فلسطینیان در غزه جشن گرفته شد و توسط رئیس وقت سازمان ملل یعنی کوفی عنان محکوم شد.